# Plex nervos hipogastric superior
Format:Infobox nerve Plexul nervos hipogastric superior (în textele mai vechi, plexul hipogastric sau nervul presacral) este un plex de nervi situat pe corpurile vertebrale anterioare, în apropierea bifurcării aortei abdominale. 

## Anatomie
Din plex, fibrele simpatice ajung în pelvis sub forma a două trunchiuri principale - nervii hipogastrici drepți și stângi - fiecare fiind situat medial de artera iliacă internă și ramurile sale. Nervii hipogastrici drept și stâng se continuă ca plex hipogastric inferior; acești nervi hipogastrici trimit fibre simpatice plexurilor ovariene și ureterice, care își au originea în plexurile simpatice renale și abdominale aortice. Plexul hipogastric superior primește ramuri de la cei doi nervi splanhnici lombari inferiori (L1-L2), care sunt ramuri ale lanțului ganglionar. De asemenea, conțin fibre parasimpatice care apar din nervul splanhnic pelvin (S2-S4) și provin din plexul hipogastric inferior; este comun ca aceste fibre parasimpatice să urce pe partea stângă a plexului hipogastric superior și să traverseze ramurile vaselor sigmoide și colice stângi, deoarece aceste ramuri parasimpatice sunt distribuite de-a lungul ramurilor arterei mezenterice inferioare. Plexul hipogastric superior este continuarea plexului aortic abdominal. 

### Relația cu măduva spinării
Nervii plexului hipogastric superior revin în măduva spinării prin nervii splanhnici lombari. 

### Proximitatea cu vascularizația majoră
Plexul hipogastric superior sau nervul presacral este situat în triunghiul interiliac care stă la baza promontoriului sacral. În această locație, nervul presacral se află în imediata apropiere a vascularizației majore (bifurcația aortei, arterelor iliace comune, vena iliacă comună stângă și artera mezenterică inferioară) și a ureterelor. 

## Semnificație clinică
Neurectomia presacrală este o procedură laparoscopică în care este excizat plexul hipogastric superior, astfel încât calea durerii este secționată din coloana vertebrală. Această procedură se face pentru a gestiona durerea pelvină cronică atunci când terapia clasică eșuează. 

## Imagini suplimentare

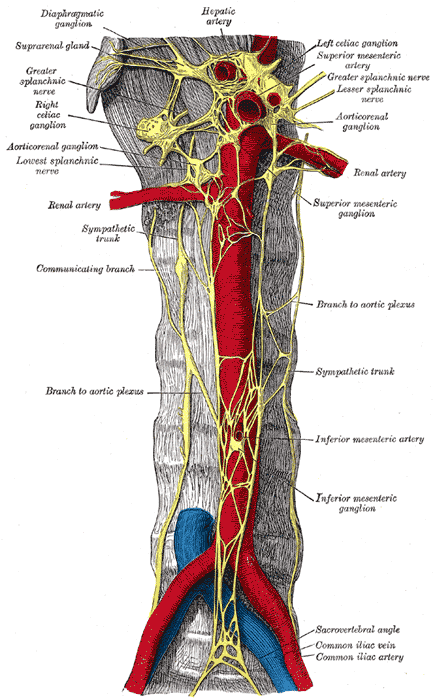